# Новоуспенка (Шегарський район)
Новоуспе́нка (рос. Новоуспенка) — присілок у складі Шегарського району Томської області, Росія. Входить до складу Трубачовського сільського поселення.

## Населення
Населення — 48 осіб (2010; 56 у 2002).
Національний склад (станом на 2002 рік):
- росіяни — 91 %